# Легенгаузен, Гэри Карл
Мухаммад Легенгаузен (англ. Gary Carl (Muhammad) Legenhausen, р. в 1953, Нью-Йорк) — американский мусульманский философ, доктор философии, профессор. Преподавал в образовательном и исследовательском институте имама Хомейни под началом Мухаммада-Таги Месбах-Йезди.

## Биография
Родился в 1953 году в Нью-Йорке в католической семье. Изучал философию в Университете штата Нью-Йорк в Олбани, затем в магистратуре Университета Райса. Преподавал философию в Южно-Техасском университете, где принял ислам. С 1990 года преподает в Иране, в частности, в Образовательно-исследовательском институте Имама Хомейни.